# Mesedra pulverulenta
Mesedra pulverulenta là một loài bướm đêm trong họ Geometridae.